# 豹斑寬唇甲鯰
豹斑寬唇甲鯰，為輻鰭魚綱鯰形目甲鯰科的其中一種，為熱帶淡水魚，分布於南美洲烏拉圭河中上游流域，棲息在岩石底質、流動快速的溪流底層水域，體長可達4.2公分，生活習性不明。

## 扩展阅读
維基物種上的相關：豹斑寬唇甲鯰